# Зебец, Бранко
Бра́нислав (Бра́нко) Зе́бец (хорв. Branko Zebec; 17 мая 1929, Загреб, Королевство Югославия — 27 июля 1988, Загреб, СФРЮ) — югославский футболист и тренер.

## Игровая карьера
Зебец очень много играл за команды родного города Загреба. В 22 года его приглашают в один из флагманов югославского футбола — «Партизан». Там Зебец становится одним из основных игроков. На Олимпиаде 1952 он выигрывает серебряную медаль и становится лучшим бомбардиром турнира. Зебец играл и на ЧМ-1954 и на ЧМ-1958.
В 1960 году Зебец выиграл серебро ЧЕ-1960, где тренерская комиссия не поставила его на финал. С 1963 года Зебец немного поиграл в «Алемании» из Ахена, где его игровая карьера завершилась.

## Тренерская карьера
В 1965 году Зебец возглавил «Динамо» из Загреба. С ним оно выиграло Кубок ярмарок, в финале победив «Лидс» — 2:0, 0:0. После этого успеха Зебецу поступило много предложений возглавить клубы из Западной Европы. В 1968 году Зебец возглавил «Баварию». В 1969 году под его руководством клуб в первый раз выиграл Бундеслигу. 13 марта Зебец ушёл в отставку.
Перед сезоном 1970/71 Зебец возглавил «Штутгарт». Там он особых успехов не добился и в 1972 году уехал обратно в Югославию, где возглавил «Хайдук».
В 1974 году Зебец возглавил «Айнтрахт» из Брауншвейга. За два года он вытянул команду на третье место. Но потом команда вновь откатилась. По окончании сезона 1977/78 Зебеца уволили.
Следующей командой Зебеца стал «Гамбург». Под его руководством клуб дошёл до финала Кубка чемпионов, где проиграл клубу «Ноттингем Форест». В «Гамбурге» Зебец начал пить. Бывали случаи, когда тренер дремал прямо на лавке. Именно из-за алкоголя карьера Зебеца прервалась.
После «Гамбурга» Зебец возглавил «Боруссию», занял с ней шестое место (лучшее на тот момент). У Зебеца уже не было сил. Недолго Зебец тренировал «Айнтрахт», заняв с ним десятое место. В «Динамо» же не получилось совсем ничего. Оставшись без футбола, Зебец окончательно спился и скончался в 1988 году из-за продолжительного употребления спиртного.

## Достижения
- Победитель Кубка ярмарок: 1967
- Чемпион ФРГ: 1969, 1979
- Чемпион Югославии: 1960
- Обладатель Кубка ФРГ: 1969
- Обладатель Кубка Югославии: 1952, 1954, 1957, 1973